# Světová výstava 1939
Světová výstava 1939 se konala v New Yorku u příležitosti 150. výročí vlády George Washingtona a nové americké ústavy od 30. dubna 1939 do 27. října 1940.
Veletrh vychvaloval svět kapitalismu, konzumu a demokracie, ale byl ovlivněn začátkem druhé světové války v zámoří. Výstava byla zaměřena na technický pokrok budoucnosti a nesla heslo „Dawn of a New Day“ („Úsvit nového dne“). Zúčastnilo se jí šedesát států a organizací včetně Československa, které tehdy už neexistovalo. Přestoža výstavu zhlédlo téměř 45 milionů návštěvníků  a byla nejnavštěvovanější akcí první poloviny 20. století, její výtěžek nepokryl vynaložené náklady.
Výstavní areál se rozkládal na ploše 492 hektarů ve Flushing Meadows-Corona Parku ve čtvrti Queens. Ředitelem výstavy byl Grover Whalen. Dominantou areálu byla 210 metrů vysoká budova Wallace Harrisona v podobě jehlanu nazvaná Trylon a Perisféra, obrovská zeměkoule od Jacquese Fouilhouxe. 
Výstavu zahájili svými projevy Franklin Delano Roosevelt a Albert Einstein. V jejím průběhu byla do hloubky 15 metrů zapuštěna „časová kapsle“, obsahující poselství Thomase Manna, semena užitkových rostlin, předměty denní potřeby i dobové noviny. Hlavní cenu získal Alexej Duškin za stanici moskevského metra Majakovskaja, jejíž replika ve skutečné velikosti byla vystavena v sovětském pavilonu. Atrakcemi byl také pavilon společnosti Ford a pavilon General Motors zvaný Futurama, který navrhl Norman Bel Geddes. Pavilon Dream of Venus vytvořil Salvador Dalí, pavilon lékárnictví byl vyzdoben nástěnnými malbami podle návrhu Willema de Kooninga.

## Historie
Úspěch chicagské výstavy Expo 1933 mnohé přesvědčil, že veletrh v New Yorku povzbudí místní obchod a průmysl, který byl dlouho utlumený přetrvávajícími následky Velké hospodářské krize. New York nehostil světovou výstavu od roku 1853 a pořadatelé nadcházející světové výstavy byli podle jedné interní zprávy odhodláni vybudovat největší mezinárodní výstavu v historii.
V létě 1935 vytvořili představitelé newyorské občanské a obchodní komunity předběžný řídící výbor, který měl prozkoumat možnost uspořádání světové výstavy v New Yorku. Ačkoli by takový podnik byl nákladný (celkové náklady by se nakonec vyšplhaly na více než 155 milionů dolarů), očekávalo se, že návštěvníci veletrhu pošlou do newyorské ekonomiky miliardy dolarů. Výsledkem jednání výboru bylo oficiální oznámení návrhu, který se setkal s nadšeným přijetím ze strany veřejných i komerčních zájmů. V říjnu 1935 byla založena nezisková členská společnost New York World's Fair 1939 Incorporated. Jejími členy bylo více než sto statutárních členů z řad vedoucích představitelů newyorských obchodních, finančních, uměleckých a profesních kruhů. Mezi hlavní funkcionáře korporace patřili Grover A. Whalen (prezident), Bayard F. Pope (pokladník), George McAneny (předseda představenstva), Percy S. Straus (předseda výboru pro architekturu a fyzické plánování), Harvey D. Gibson (předseda finančního výboru), Howard A. Flanigan (asistent prezidenta a později výkonný viceprezident), W. Earle Andrews (generální ředitel) a John P. Hogan (hlavní inženýr).
Veletrh byl výsledkem úzké a komplexní spolupráce mezi soukromými investory a místními, státními, federálními a zahraničními vládami, přičemž město New York věnovalo na veletrh 26,7 milionu dolarů, federální vláda 3 miliony dolarů, stát New York 6,2 milionu dolarů a zahraniční vlády více než 30 milionů dolarů. Veletrh vydal dluhopisy v hodnotě 27 829 500 dolarů kryté příjmy ze vstupného a nájemného koncesionářům a vystavovatelům a očekával výnos ve výši čtyřprocentního úroku splatný v roce 1941. Tyto dluhopisy byly prodávány podnikům, odborům a veřejnosti, která chtěla z podniku vytěžit zisk. Spolupráce státu a federálních úřadů byla usnadněna vytvořením Komise pro světovou výstavu státu New York a Komise pro světovou výstavu Spojených států. Bylo dohodnuto, že veškerý zisk bude věnován na výstavbu parku Flushing Meadows, který vznikne na místě po skončení veletrhu, tento závazek zajistil tehdejší newyorský komisař pro parky Robert Moses.
Její původní téma „Svět zítřka“ poukazovalo na nejnovější technologické vymoženosti. Začlenění technologie bylo důležitým krokem, protože mnoho Američanů cítilo vůči technologickému pokroku odpor a znepokojení. Mnozí přičítali velký podíl na ztrátě pracovních míst během Velké hospodářské krize právě technologické nezaměstnanosti. Veletrh se prostřednictvím expozic snažil přesvědčit veřejnost, že technologie je klíčem k budoucnosti.
Výstava probíhala ve dvou časově oddělených fázích. První proběhla v termínu od 30. dubna do 31. října 1939 a navzdory milionům návštěvníků zaznamenala značné finanční ztráty. Organizátoři se proto rozhodli, že v zájmu dalšího splácení nákladů akci v roce 1940 znovu otevřou. Druhá část výstavy byla zahájena 11. května 1940 a trvala do 27. října téhož roku. Kvůli druhé světové válce se ve druhé sezóně změnilo původního heslo Svět zítřka na Mír a svoboda.
Probíhající druhá světová válka a politická a vojenská situace v zámoří měla na Expo významný dopad. Po Německu, které se rozhodlo nezúčastnit se ani prvního ročníku Expa, se v roce 1940 z akce stáhl i SSSR poté, co v srpnu 1939 podepsal nacisticko-sovětský pakt. Znovu se neotevřel ani polský, československý, norský a nizozemský pavilon. Prvního ročníku se zúčastnilo celkem 55 zemí a 5 organizací, rekordní a do té doby nevídaný počet. Výstavní pavilony přilákaly 25,8 milionu návštěvníků. Při druhém zahájení znovu otevřelo své pavilony 49 účastníků a navštívilo je 19,1 milionu diváků. Napětí pokračovalo i po skončení Expa. Dne 15. prosince 1941, 8 dní po útoku na Pearl Harbour, byl v New Yorku zničen japonský pavilon, který měl být odkazem této výstavy.
Ačkoli návštěvnost veletrhu nedosáhla plánovaných 100 milionů lidí, přesto se jednalo o jednu z nejvýznamnějších událostí v historii New Yorku dvacátého století. Přestože výstava byla velmi úspěšná u veřejnosti a navštívilo ji celkem skoro 45 milionů lidí, výtěžek výstavy nepokryl vynaložené náklady. Po vypořádání všech nevyřešených finančních záležitostí obdrželi držitelé dluhopisů z každého investovaného dolaru  pouze 40 centů.

## Areál výstaviště
Výstavba veletrhu začala na jaře 1936, kdy byla přijata legislativa umožňující rekultivaci 490 ha přílivových bažin, na nichž se nacházela obrovská městská skládka Corona. Před výstavbou vlastního výstaviště byly přemístěny a upraveny miliony metrů krychlových luční půdy a odpadků a bažiny byly zasypány. Tato akce je dodnes považována za jednu z největších rekultivací půdy provedených na východě Spojených států amerických. Během dvou let po vyklizení pozemku se na projektu přeměny skládky na newyorskou světovou výstavu podílely  tisíce architektů, inženýrů, projektantů, umělců, dodavatelů a řemeslníků. Rychlé tempo výstavby virtuálního města s budovami, silnicemi a jezery nicméně přerušovaly opakující se pracovní spory a stávky, které ohrožovaly plánované otevření veletrhu a stály korporaci miliony dolarů za přesčasy nutné k dohnání času ztraceného během prostojů.

## Expozice
Výstava je patří mezi nejvelkolepější výstavy, která se ve Spojených státech konaly. Podle všech měřítek, velikosti, nákladů, návštěvnosti, propagace, účasti zahraničních vlád či počtu vystavovatelů, předčila všechny předchozí mezinárodní veletrhy. S téměř  45 miliony návštěvníků během dvou sezón byl veletrh nejnavštěvovanější akcí první poloviny 20. století. Bezprecedentní byla účast 60 států a organizací a více než tisíce vystavovatelů, mezi nimiž byly i některé z největších korporací ve Spojených státech amerických. Po celé zemi i ve světě probíhala masivní propagační kampaň a stovky programů a akcí přitahovaly velkou pozornost médií.
Za uspořádání a celkový vzhled veletrhu byla zodpovědná Rada pro design pod vedením prezidenta Amerického institutu architektů Stephena F. Voorheese, která stanovila standardy pro všechny budovy, nástěnné malby, sochy, osvětlení a terénní úpravy. Významný newyorský architekt Robert D. Kohn měl na starost definování hlavního tématu. Přestože se Expo 1939 konalo u příležitosti 150. výročí vlády George Washingtona a nové americké ústavy, bylo zaměřeno do budoucnosti. Jeho téma „Svět zítřka“ mělo za cíl ukázat pozitivní dopad, který budou mít technologie v budoucnosti. Expo poukazovalo na spojení mezi vědeckým pokrokem a demokracií, kapitalismem a konzumem a prezentovalo je jako hodnoty, které zaručí vysokou kvalitu života.
Velkolepou výstavu zahájil projevem prezident Franklin Delano Roosevelt a Albert Einstein. Vládní agentury, korporace, občanské skupiny a menší organizace z celého světa přijely v obrovském počtu, postavily mimořádné pavilony a uspořádaly výstavy. Jejich expozice zahrnovaly širokou škálu témat, od kulturních témat, jako je umění, historie a náboženství, přes potraviny, zdraví a medicínu až po obchod, průmysl a zemědělství.

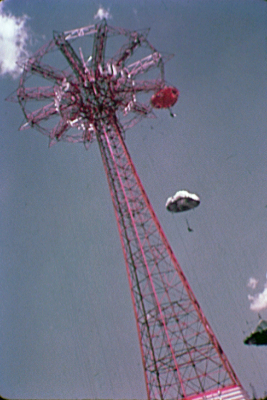
Seskok padákem z věže

Giganti amerického průmyslu a výroby, jako Ford, Chrysler, National Cash Register, General Electric, Lucky Strike, Kodak a další, sponzorovali obrovské pavilony. V souladu s futuristickým tématem zde předváděli současné i budoucí spotřební a průmyslové výrobky, včetně televizorů, klimatizací, praček, nylonu a barevného filmu. Propojení budoucnosti bylo zdůrazněno představením a předvedením dálkových telefonních hovorů z budovy American Telephone and Telegraph. Mnozí návštěvníci veletrhu mohli poprvé slyšet hlasy svých příbuzných, kteří se nacházeli za oceánem, a to v době, kdy mnoho částí světa ještě nebylo vybaveno elektřinou. V britském pavilonu  byla vystavena kopie listiny Magna charta libertatum, která v roce 1939 poprvé opustila Británii. Přestože ČSR v letech 1939 a 1940 de iure neexistovala, na výstavě v New Yorku československý pavilon byl.
Salvador Dalí vytvořil surrealistický pavilon Dream of Venus (Sen o Venuši), který se stal ikonickým dílem v dějinách umění a pavilonů světové výstavy Expo. Pavilon nabídl Dalímu příležitost, aby se jeho dílo dostalo k širšímu publiku, což bylo po celá 30. léta jeho hlavním cílem. Nemělo by nás překvapit, že průčelí budovy bylo jakousi beztvarou horou, z níž jako z těla lepkavého ježka vyrůstala řada měkkých výrůstků, některé ve tvaru paží a rukou, jiné kaktusů nebo špiček a další berlí. Pokud fasáda pavilonu neodpovídala racionálnímu, praktickému modernímu duchu Expa, to, co bylo možné vidět uvnitř, tomu odpovídalo ještě méně. Svět strojů, automobilů a robotů byl nahrazen, nebo dalo by se říci zpochybněn, vesmírem snů, v němž bylo cítit dekadenci, která nepochybně kontrastovala s navrhovanou čistotou, pořádkem a přehledností okolí.
Mnoho standardních atrakcí v zábavní zóně sice nesouviselo se světem zítřka, ale poskytovalo návštěvníkům veletrhu nezapomenutelné zážitky a vzpomínky. Za zmínku stojí zejména 76 metrů vysoká věž pro seskok padákem, kterou sponzorovala společnost Life Savers Company.

### Architektonické úspěchy

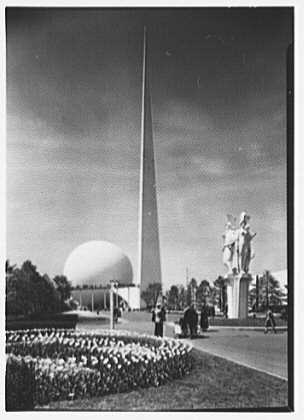
Trylon a Perisféra

Aby se tematické prvky propojily se zastavěným prostředím, byl veletrh rozdělen do sedmi sektorů nebo zón: zábava, komunikace, zájmy společnosti, potraviny, vláda, výroba a distribuce a doprava. Většina zón měla ústřední exponát sponzorovaný veletrhem, který nabízel přehled tématu daného sektoru a interpretoval společenský význam expozic účastníků umístěných v dané oblasti. V centru těchto sektorů stál Trylon a  Perisféra. Trylon, navržený Wallacem K. Harrisonem, byl 212 metrů vysoká trojúhelníková věž. Perisféra od Jacquese Fouilhouxe byla obrovská zeměkoule, jejíž průměr měřil 65 metrů. Ke vchodu do Perisféry, jež se nacházel 15 metrů nad úrovní parku, vedla vyvýšená rampa, která nabízela úchvatný pohled na areál parku. Uvnitř mohli návštěvníci objevit dioráma Democracity navržené Henrym Dreyfussem. Jednalo se o model města zítřka z roku 2039, který si návštěvníci prohlíželi z pohyblivého chodníku vysoko nad úrovní podlahy. Přes den byly Trylon a Perisféra zářivě bílé a v noci se proměňovaly v duhu barev pomocí pastelových reflektorů.
Nejdražší a nejvyšší budovou byl hlavní pavilon Sovětského svazu. Socha dělníka na jeho vrcholu byla po Trylonu druhou nejvyšší stavbou veletrhu. Navíc byla vyšší než vlajka na americkém pavilonu a socha George Washingtona, kterému byl veletrh zasvěcen, což vyvolávalo u části veřejnosti nevoli a obavy.

### Hlavní atrakce
Mezi hlavní lákadla veletrhu patřily:
Futurama – nejoblíbenější exponát veletrhu, zájemci na prohlídku často čekali ve frontě 30 až 60 minut.  Návštěvníci se zde projeli na pohyblivém zvukovém křesle obrovským dioramatem města z roku 1960. Autorem expozice byl Norman Bel Geddes a byla součástí dopravní zóny společnosti General Motors. Krajina města z roku 1960 byla velmi bohatá, nechyběly v ní mosty a dálnice a dvouúrovňové ulice oddělené pro chodce a dopravu. Třetinu města zabírala příroda s parky a zahradami umístěnými na střechách budov.
Časová kapsle – firma Westinghouse navrhla 2,28 m dlouhou a 21,27 m velkou časovou kapsli, která byla zapuštěna 15 metrů pod zem. Obsahovala předměty z každodenního života, jako zubní kartáček, cigarety Camel, kukuřičná a tabáková semena a ukázky různých materiálů, například textu (od díla Alberta Einsteina až po  časopis Life), filmu nebo hudby. Kapsle má zůstat uzavřená 5 000 let až do roku 6 939.

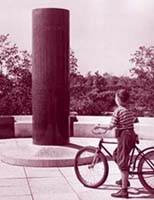
Označení místa uložení časové kapsle

Televize – Expo v New Yorku bylo svědkem vůbec prvního vystoupení prezidenta Spojených států v televizi. Zahájení Expa vysílala 30. dubna 1939 společnost RCA v areálu Expa a na Manhattanu. Aby se skeptičtí návštěvníci přesvědčili, že se nejedná o trik, byl jeden televizor vyroben s průhledným krytem, aby bylo možné vidět vnitřní součástky. V pavilonu RCA mohli návštěvníci také vidět sami sebe v televizi. V pavilonech General Electric a Westinghouse byly rovněž k vidění ukázky televizorů. Během oficiálního představení na veletrhu začaly různé obchody v New Yorku prodávat televizory pro veřejnost.

## Přínos výstavy pro město
V souvislosti s veletrhem bylo realizováno několik dalších rozsáhlých projektů, které změnily podobu New Yorku a jeho okolí, včetně dálnic a bulvárů vedoucích do areálu Flushing Meadow, mostu Bronx–Whitestone, rozšíření metra a železnice a letiště LaGuardia. Místo konání Expa je nyní důležitou součástí New Yorku. Expo umožnilo úspěšnou přeměnu rozsáhlé staré skládky Corona Dumps, které F. Scott Fitzgerald ve Velkém Gatsbym přezdívá „Údolí popela“. Po skončení veletrhu našlo mnoho zábavních atrakcí svůj trvalý domov na Coney Islandu v Brooklynu, mezi nimi i věž pro seskok padákem, která se stala jeho symbolem.
Původní záměr proměnit výstaviště po skončení veletrhu v park se vzhledem k nedostatku finančních prostředků nemohl uskutečnit, neboť výstava skončila ztrátou 18 milionů dolarů. V letech 1964–1965 se na stejném výstavišti konal světový veletrh (New York World's Fair), který ale nebyl oficiálně uznán Mezinárodním úřadem pro výstavnictví jako Světová výstava.  Park vznikl až v roce 1964 po této druhé výstavě. Dnes si obyvatelé Queensu park Flushing Meadows-Corona Park velmi užívají. Uvnitř najdou návštěvníci muzeum v bývalém newyorském pavilonu.

## Galerie

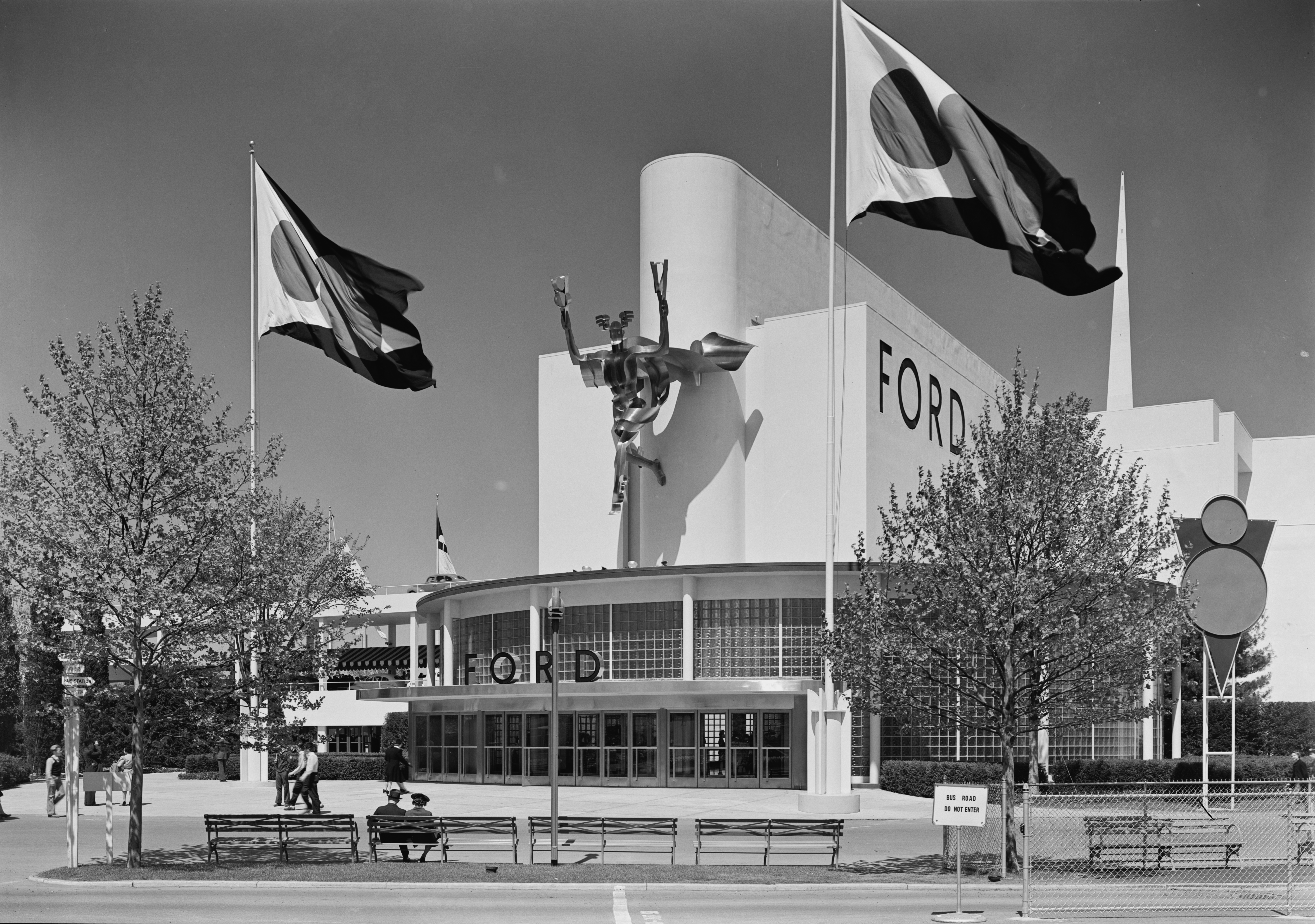
Pavilon společnosti Ford
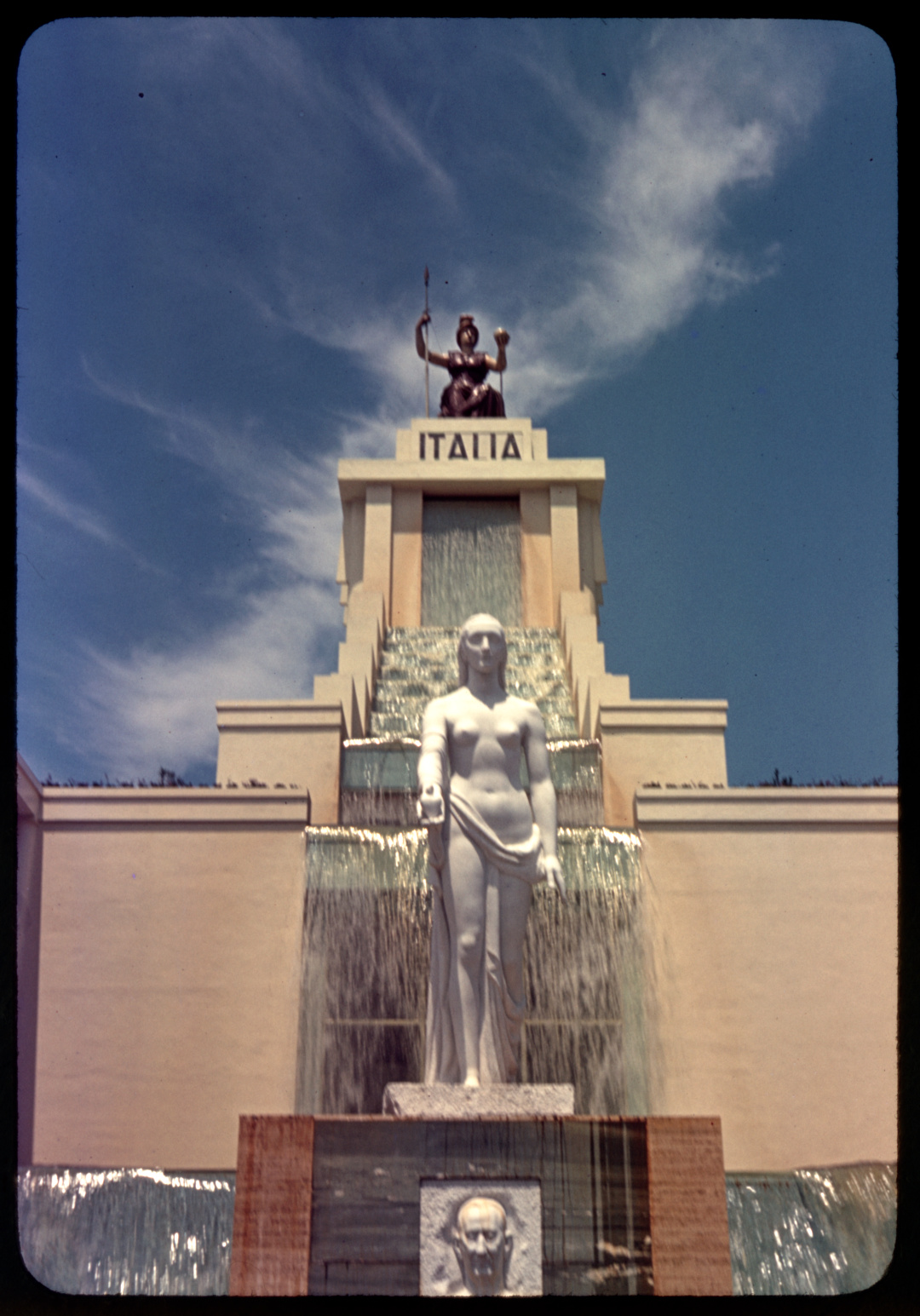
Italský pavilon
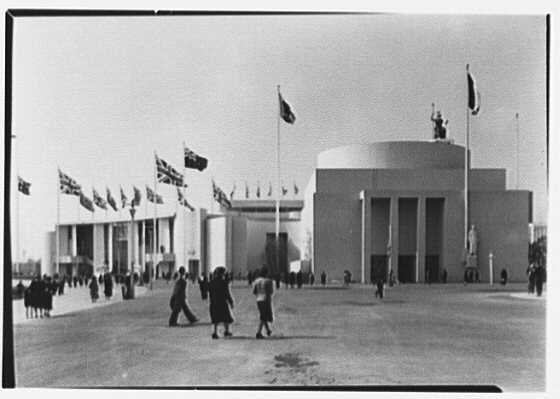
Britský pavilon
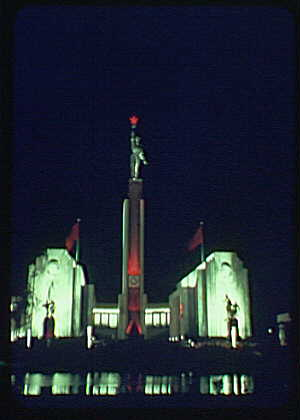
Sovětský pavilon
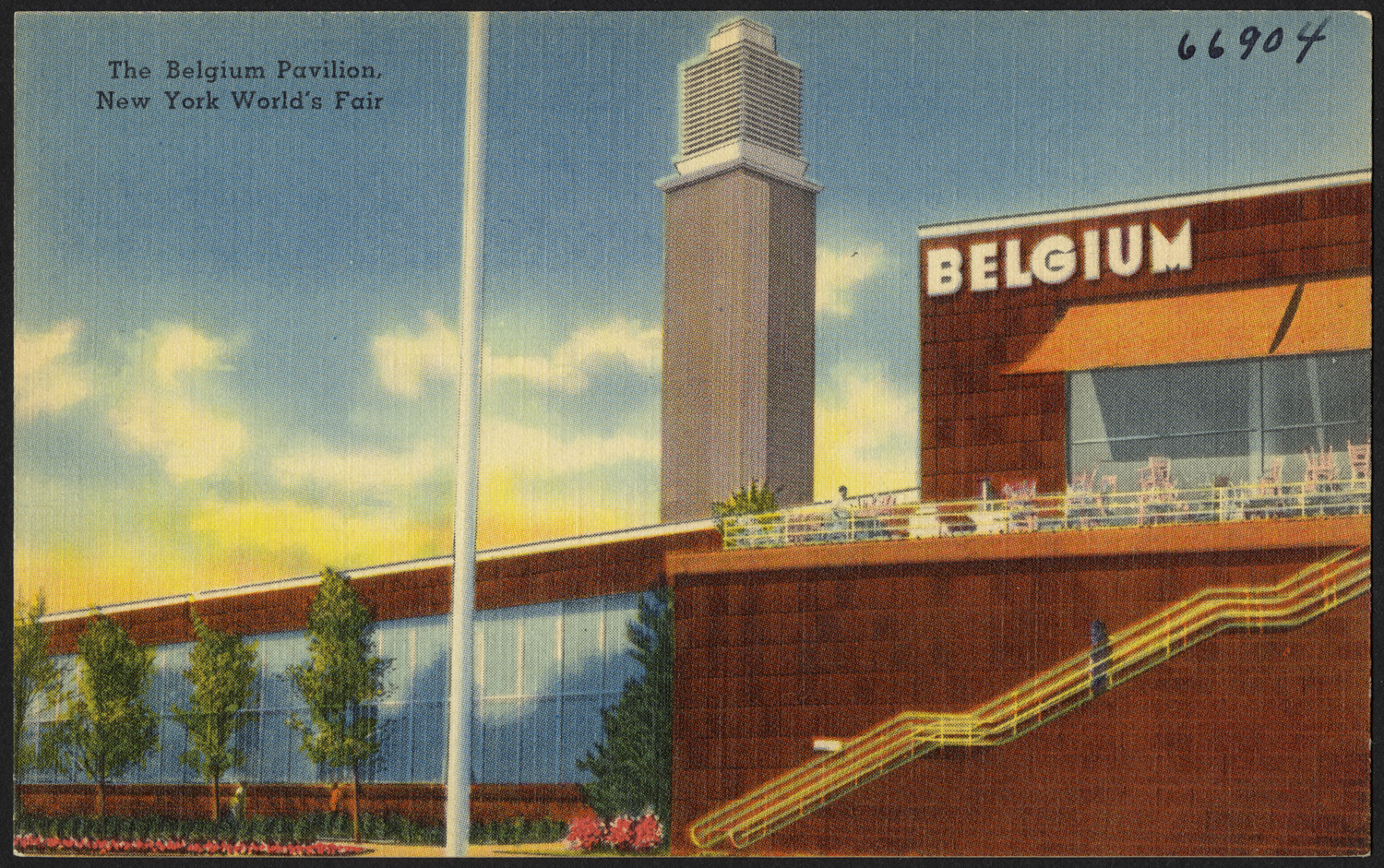
Belgický pavilon
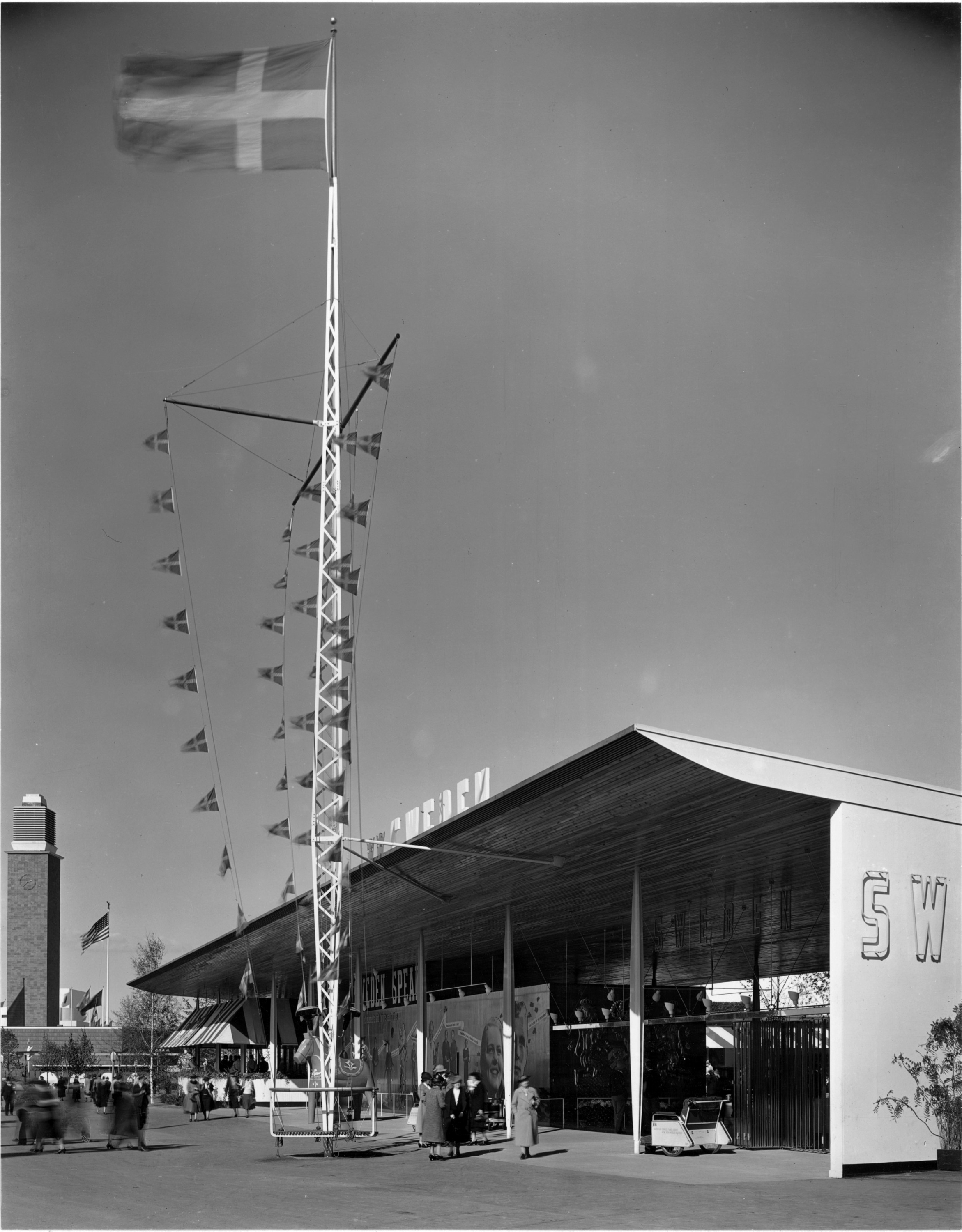
Švédský pavilon
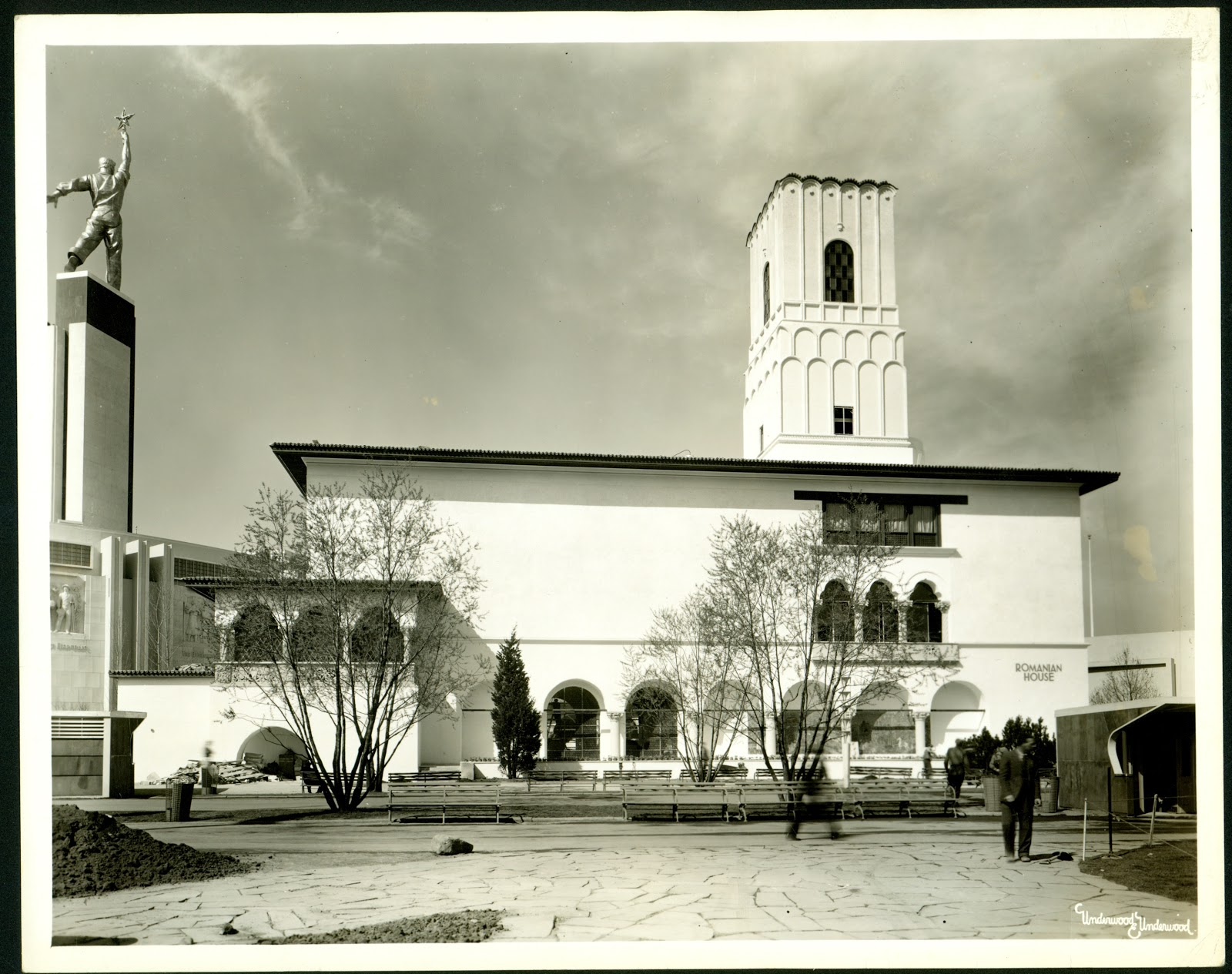
Rumunský pavilon
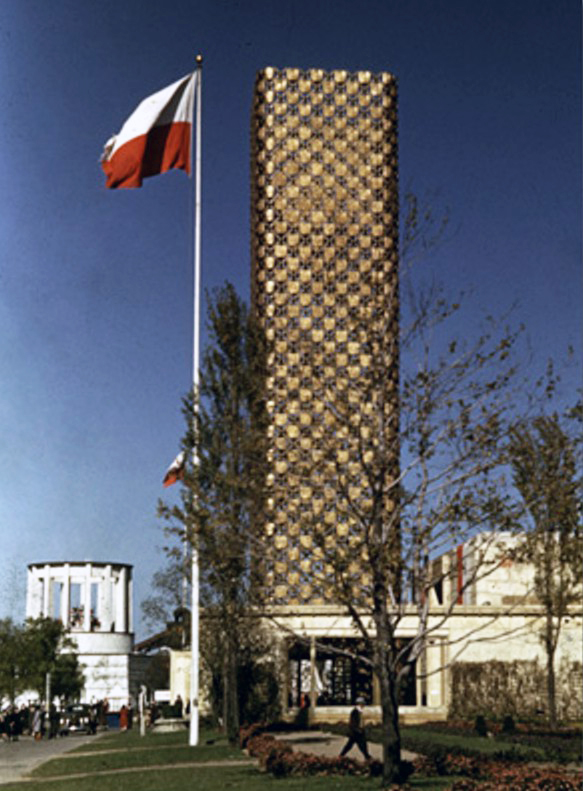
Polský pavilon
Zahrada u nizozemského pavilonu